# Franz Hörmann

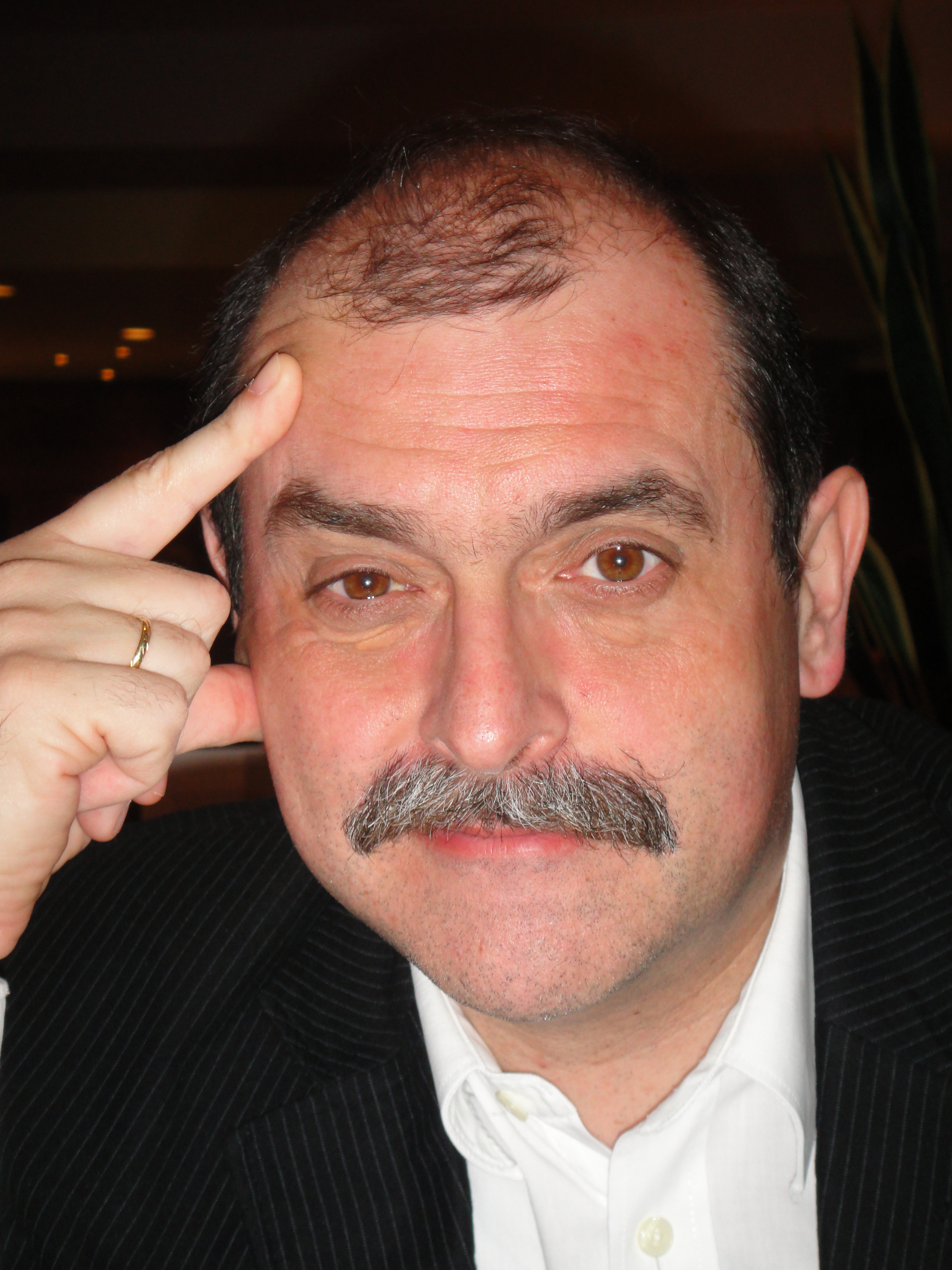
Franz Hörmann, 2010

Franz Hörmann (* 23. März 1960 in Wien) ist ein österreichischer Wirtschaftswissenschaftler und außerordentlicher Professor am Institut für Revisions-, Treuhand- und Rechnungswesen der Wirtschaftsuniversität Wien.

## Leben

### Ausbildung
Im Jahr 1978 erwarb Franz Hörmann am Gymnasium Maroltingergasse die Matura mit Auszeichnung. Anschließend studierte er von 1978 bis 1983 Betriebswirtschaftslehre an der Wirtschaftsuniversität Wien und schloss sein Studium mit einer Diplomarbeit mit dem Thema „Programmpaket für PHILIPS/EFW/TEO, integriertes Programmsystem zur Akkordlohnberechnung im Industriebetrieb geschrieben in MBASIC“ ab.
Zwischen 1984 und 1987 folgte ein Doktoratsstudium an der Wirtschaftsuniversität Wien, das er mit Auszeichnung abschloss. Titel der Dissertation war „Das Automatisierte, Integrierte Rechnungswesen – Theoretische Konzeption und praktische Realisation mit einem Programmpaket geschrieben in der Programmiersprache C“. Seine Dissertation wurde am 24. April 1989 mit dem „Senator Wilhelm Wilfling Forschungspreis der Wirtschaftsuniversität Wien“ ausgezeichnet.
Am 12. Dezember 1994 erfolgte seine Habilitation für das Fach Betriebswirtschaftslehre mit der Arbeit „PC-Softwaremodelle im Rechnungswesen – Der Wandel einer funktionalen Betriebswirtschaftslehre unter dem Einfluss des technologischen Fortschritts“.

### Berufliche Tätigkeiten
Im Dezember 1995 wurde Hörmann Assistenzprofessor und Universitätsdozent an der Abteilung für Betriebswirtschaftliche Steuerlehre, Institut für Revisions-, Treuhand- und Rechnungswesen an der Wirtschaftsuniversität Wien. 1997 bekam er die Gastprofessur am Institut für Betriebswirtschaftslehre der Universität Wien und seit dem 1. März 1998 ist er außerordentlicher Universitätsprofessor an der Abteilung für Unternehmensrechnung und Revision, Institut für Revisions-, Treuhand- und Rechnungswesen an der Wirtschaftsuniversität Wien.
Seit September 2001 ist er als Prüfungskommissär im Rahmen der Wirtschaftsprüfer-Ausbildung der Kammer der Wirtschaftstreuhänder tätig.

### Vorläufige Suspendierung und Rehabilitierung
Hörmann wurde am 2. Februar 2012 von der Wirtschaftsuniversität Wien aufgrund „zweifelhafter Aussagen über den Holocaust“ vorläufig vom Dienst suspendiert. Gemäß eigener Aussage handelte es sich dabei um eine Intrige, motiviert durch seine „stichhaltige Kritik am betrügerischen Geldsystem“. Die Suspendierung durch die Wirtschaftsuniversität Wien wurde am 14. März 2013 wieder aufgehoben. Hörmann hat seine Tätigkeit als außerordentlicher Universitätsprofessor an der Wirtschaftsuniversität mit Forschungsschwerpunkt Symbolisches Rechnungswesen wieder aufgenommen.

## Lehre
Hörmann befasst sich mit Geldtheorie, vor allem dem Giralgeld, das durch einen Buchungssatz entsteht. Seiner Auffassung nach ist Geld kreditbasiertes „Schuldgeld“ und wird von den Banken als Fiatgeld im Rahmen der Geldschöpfung erzeugt. Der Staat und damit die Gesellschaft hat seine demokratische Souveränität in der Finanzpolitik an die Banken abgegeben und sich durch Kreditaufnahme und Zinszahlung gegenüber diesen Banken zum Instrument der Vermögensanlage und Vermögensverzinsung gemacht. Das Schuldgeldsystem erzeugt durch Fiatgeld spekulative Geldblasen, da den fiktiven Geldwerten keine realen Werte mehr entsprechen. Mit Zins und Zinseszins führt dies zu einer Umverteilung des Vermögens von den Geldnehmern zu den Geldgebern; damit entsteht eine extreme Ungleichheit in der Gesellschaft. Das Geldsystem ist nach Hörmanns Auffassung weder mit dem Rechtsstaat noch mit der Demokratie vereinbar, sondern entspricht den archaischen Herrschaftsverhältnissen, in denen es entstanden ist.

## Sonstiges
Seit 1979 ist er Mitglied der katholischen Studentenverbindung KÖStV Nordgau Wien im ÖCV. Später wurde er noch Mitglied der KAV Capitolina Rom im CV.
Hörmann ist „Sprecher für Finanzpolitik“ der  Partei Deutsche Mitte.

## Forschung
- Spreadsheet Research
- Alternative Rechnungslegungsparadigmen
- Kommunikationsprozesse in Unternehmungen
- Formale Sprachen zur Unternehmensmodellierung[7]
- Systemische Gesellschaftswissenschaft (Vereinigung von Ökonomie und Recht)

## Publikationen

### Bücher
- mit Herbert R. Haeseler und Franz W. Kros: Unternehmensbewertung. Grundlagen der Bewertung von Unternehmen und Beteiligungen. 2. Auflage, LexisNexis ARD Orac-Verlag, Wien 2007, ISBN 978-3-7007-3772-8
- mit Herbert R. Haeseler: Unternehmensbewertung auf dem Prüfstand – Wissenschaftliche Widerlegung US-amerikanischer Unternehmensbewertungskonzepte. LexisNexis ARD Orac-Verlag, Wien 2008, ISBN 978-3-7007-4024-7
- mit Herbert R. Haeseler (Hrsg.): Rechnungslegung und Unternehmensführung in turbulenten Zeiten. Festschrift für Gerhard Seicht. LexisNexis ARD Orac-Verlag, Wien 2009, ISBN 978-3-7007-4337-8
- mit Herbert R. Haeseler (Hrsg.) sowie Rainer Born, Christian Fichtenbauer, Eva Gatarik und Erhard Glötzl: Die Finanzkrise als Chance. Ursachenanalyse, Neuartige Anforderungen an Kommunikationsmodelle, Langfristige Entwicklung von Schulden und Einkommen. LexisNexis ARD Orac-Verlag, Wien 2009, ISBN 978-3-7007-4356-9
- mit Herbert R. Haeseler: Unternehmensbewertung auf dem Prüfstand – Wissenschaftliche Widerlegung US-amerikanischer Unternehmensbewertungskonzepte. 2. Auflage, LexisNexis ARD Orac-Verlag, Wien 2010, ISBN 978-3-7007-4533-4
- mit Otmar Pregetter: Das Ende des Geldes. Wegweiser in eine ökosoziale Gesellschaft. Galila Verlag, Etsdorf am Kamp 2011, ISBN 978-3-902533-33-3 (Volltext; PDF; 1,9 MB)

### Beiträge in wissenschaftlichen Sammelwerken
- mit Herbert R. Haeseler: Fortbestehensprognosen auf dem betriebswirtschaftlichen Prüfstand. In: Gerhard Seicht (Hrsg.): Jahrbuch für Controlling und Rechnungswesen 2008. LexisNexis ARD ORAC, Wien 2008, ISBN 978-3-7007-3901-2, S. 259–272 (Volltext)
- Kapitalerhaltung und die Grenzen der Doppik. In: Gerhard Seicht (Hrsg.): Jahrbuch für Controlling und Rechnungswesen 2008. LexisNexis ARD ORAC, Wien 2008, ISBN 978-3-7007-3901-2, S. 291–308,  (Volltext)
- Wissenschaftliche Infragestellung der aktuellen Unternehmensbewertungsmethodik. In: Gerhard Seicht (Hrsg.): Jahrbuch für Controlling und Rechnungswesen 2009. LexisNexis ARD ORAC, Wien 2009, ISBN 978-3-7007-4146-6, S. 523–538 (Volltext)
- Banken(überwachung) am Pranger: Inkompetenz, Betrug oder systemische Krise? In: Gerhard Seicht (Hrsg.): Jahrbuch für Controlling und Rechnungswesen 2010. LexisNexis ARD ORAC, Wien 2009, ISBN 978-3-7007-4505-1, S. 381–409 (Volltext)